# Baja (Hongrie)
Pour les articles homonymes, voir Baja.
Baja (hongrois : Baja [ˈbɒjɒ] ; allemand : Frankenstadt) est une localité hongroise, située dans le comitat de Bács-Kiskun. Au nord du triangle frontalier Hongrie-Croatie-Serbie, à la limite nord de la Bačka, elle est considérée comme la capitale hongroise des pêcheurs. 

## Nom et attributs

### Toponymie
Le nom, probablement d'origine turque, pourrait dériver d'un ancien propriétaire appelé Baja ; la signification populaire liée au mot « bika » (taureau) est linguistiquement peu probable.

### Héraldique
Le blason de la ville de Baja illustre une scène biblique représentant Adam et Ève sous un pommier, en référence directe à la date de l'octroi du statut de ville par l'empereur Léopold Ier, le 24 décembre 1696, jour de leur fête dans le calendrier chrétien. Cette scène centrale symbolise l'origine, la tentation et l'acte fondateur. Le serpent enroulé autour du tronc, la forme spiralée du cadre baroque et la présence de l'eau dans la composition évoquent ensemble l'eau primordiale, source de vie, ainsi que les forces cycliques de croissance et de transformation.
La couronne feuillue qui timbre l'écu symbolise l'autonomie municipale et l'ordre cosmique. Les couleurs du blason ont une valeur allégorique forte :
- l'or évoque l'éternité,
- l'azur la fidélité et la justice,
- le sinople la régénération,
- et le sable l'humilité.

Le pommier porte huit fruits d'or, chiffre associé à l'équilibre cosmique et à la renaissance. Ève y tend une pomme à Adam, soulignant le geste fondateur de la transmission.
Le blasonnement est comme suit : 
Écu circulaire à bord baroque d'or, en champ d'azur, une terrasse de sinople mouvant de la pointe, chargée d'un pommier au tronc de sable, feuillé de sinople et fruité de huit pommes d'or, autour duquel s'enroule un serpent de sinople la tête dressée. À dextre, un homme nu de carnation naturelle (Adam), et à senestre, une femme nue (Ève) tendant une pomme à Adam. L'écu est timbré d'une couronne d'or feuillue ornée de pierres, sommée de trois chênes émergeant du premier, troisième et cinquième fleuron.

## Site et localisation

### Topographie et hydrographie
La ville de Baja est située sur la rive gauche du Danube, à environ 160 kilomètres au sud de Budapest, face à l'île de Mohács. Elle se trouve à la jonction de trois petites régions naturelles : le Sárköz, la dorsale sableuse de Bugac et la plaine de Bácska. Baja constitue l'un des principaux points de franchissement du Danube dans le sud de la Hongrie entre la Grande Plaine de Hongrie et la Transdanubie. 
Le Sugovica (également connu sous le nom de Kamarás-Duna) est un bras secondaire du Danube. Sur sa rive orientale se trouve le centre-ville de Baja, tandis que sa rive occidentale abrite l'île Petőfi, une zone de villégiature très appréciée. Un pont relie les deux rives. À l'extrémité sud du Sugovica commence le canal François (Ferenc-csatorna).
Dans la partie occidentale de la ville, commence à s'étendre la forêt de Gemenc (en), à côté du pont István Türr. Gemenc fait partie du Parc national Duna-Dráva. 
À l'est, des cultures arables telles que le maïs, le blé et l'orge sont cultivées.

### Climat
Baja bénéficie d'un climat continental à influence méridionale, caractérisé par des hivers froids et des étés chauds et secs. La température moyenne annuelle est de 11,4 °C, avec une moyenne de 5,8 °C pour les températures minimales et 17 °C pour les maximales.
Le mois le plus froid est janvier, avec une température moyenne de 0,2 °C, et des extrêmes pouvant descendre jusqu'à –26,6 °C (record enregistré en 2003). Le mois le plus chaud est juillet, avec une moyenne de 22,9 °C et un record absolu de chaleur de 46,4 °C atteint en 2021.
Les précipitations annuelles s'élèvent en moyenne à 701,5 mm, réparties sur environ 98 jours de pluie par an. Les mois les plus arrosés sont mai (avec 67,3 mm), juin (78,1 mm) et août (79,6 mm), tandis que février et mars sont les plus secs, avec respectivement 39,7 mm et 34,4 mm.
Le climat de Baja est donc propice à l'agriculture et à la viticulture, bien que les épisodes de chaleur extrême et les variations saisonnières marquées puissent poser des défis hydriques.
| Mois                                  | jan.       | fév.       | mars       | avril     | mai       | juin      | jui.      | août      | sep.      | oct.      | nov.       | déc.       | année      |
| ------------------------------------- | ---------- | ---------- | ---------- | --------- | --------- | --------- | --------- | --------- | --------- | --------- | ---------- | ---------- | ---------- |
| Température minimale moyenne (°C)     | −3,1       | −2,4       | 0,9        | 5         | 9,8       | 13,3      | 14,8      | 14,5      | 10,4      | 6,1       | 2,3        | −1,8       | 5,8        |
| Température moyenne (°C)              | 0,2        | 2          | 6,4        | 11,7      | 16,6      | 20        | 21,8      | 21,7      | 16,9      | 11,9      | 6,4        | 1          | 11,4       |
| Température maximale moyenne (°C)     | 3,7        | 6,5        | 12,1       | 18,5      | 23,3      | 26,8      | 28,8      | 29        | 23,5      | 17,8      | 10,5       | 4,1        | 17         |
| Record de froid (°C) date du record   | −26,6 2003 | −26,1 2012 | −22,5 2018 | −7,7 2021 | −1,8 2011 | 1,6 1997  | 4,7 1996  | 5,5 2012  | −0,1 2018 | −9,1 1997 | −22,8 1988 | −24,5 2001 | −26,6 2003 |
| Record de chaleur (°C) date du record | 18 2002    | 21,1 2021  | 25,5 2017  | 35 2014   | 36 2014   | 39,6 2016 | 46,4 2014 | 40,4 2012 | 37,2 2008 | 29,1 2009 | 27,2 2014  | 20,1 2009  | 46,4 2014  |
| Précipitations (mm)                   | 75,1       | 39,7       | 34,4       | 37,2      | 67,3      | 70,4      | 78,1      | 62,7      | 79,6      | 60,9      | 47,3       | 48,9       | 701,5      |
| Nombre de jours avec précipitations   | 7,3        | 8,2        | 6,8        | 7,8       | 10,5      | 8,9       | 7,7       | 7,2       | 7,8       | 7,4       | 8,9        | 9,2        | 97,7       |

| Diagramme climatique                                  |             |             |           |             |              |              |            |              |             |             |             |
| J                                                     | F           | M           | A         | M           | J            | J            | A          | S            | O           | N           | D           |
| 3,7−3,175,1                                           | 6,5−2,439,7 | 12,10,934,4 | 18,5537,2 | 23,39,867,3 | 26,813,370,4 | 28,814,878,1 | 2914,562,7 | 23,510,479,6 | 17,86,160,9 | 10,52,347,3 | 4,1−1,848,9 |
| Moyennes : • Temp. maxi et mini °C • Précipitation mm |             |             |           |             |              |              |            |              |             |             |             |

### Aires faunistiques et floristiques

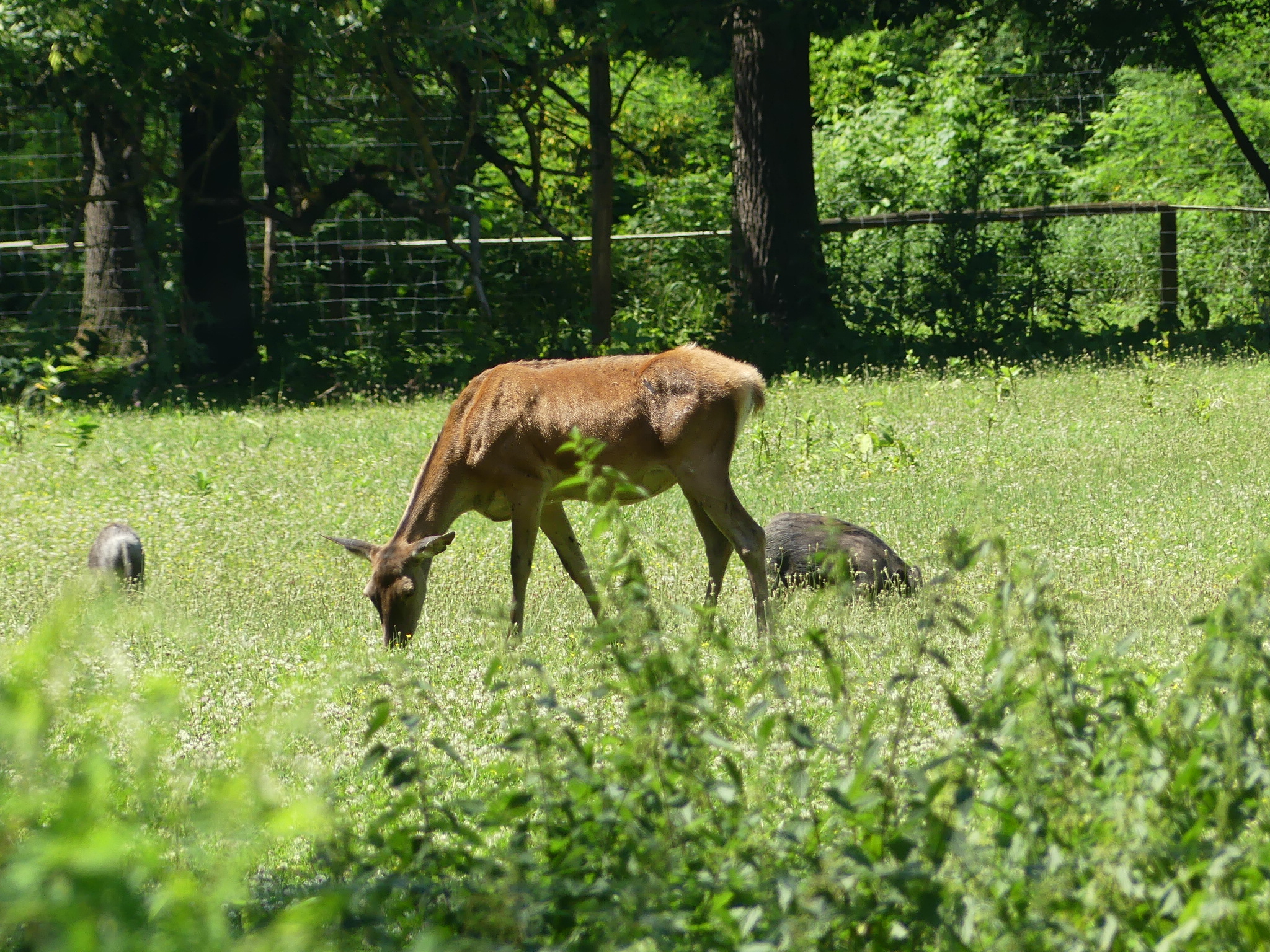
La forêt alluviale de Gemenc, à l'ouest de Baja.

La ville de Baja est bordée par le Sugovica, bras secondaire du Danube, et se situe à proximité immédiate de la forêt de Gemenc, de l'autre côté du fleuve. Ce vaste ensemble forestier inondable, intégré au Parc national Duna-Dráva, constitue la plus grande forêt alluviale d'Europe. Il est réputé pour sa biodiversité exceptionnelle, abritant notamment des espèces rares comme la cigogne noire.
Ce cadre naturel remarquable fait de Baja une destination prisée pour les activités de plein air : promenades en forêt, randonnées à vélo, pêche, baignade et sports nautiques (aviron, kayak, natation) dans le Danube et le Sugovica, particulièrement en été.

## Histoire
Le territoire actuel de Baja est habité depuis la Préhistoire, à l'exception de la période de l'âge du fer. Des fouilles archéologiques ont révélé des vestiges du Néolithique, de l'Âge du bronze et de l'époque des grandes migrations (notamment sarmates). À partir du VIe siècle, la région était occupée par les Avars, et après la conquête du bassin des Carpates par les Magyars (honfoglalás), Baja devint un important point de franchissement du Danube.
La localité est mentionnée en 1260 dans des documents monastiques sous le nom de Francovilla, puis dans un registre pisan daté de 1400. Sa première mention écrite officielle sous le nom Baja remonte à 1323.  Le premier propriétaire connu est la famille Bajai, et en 1474, le roi Matthias Corvin en fit don à la famille Czobor.

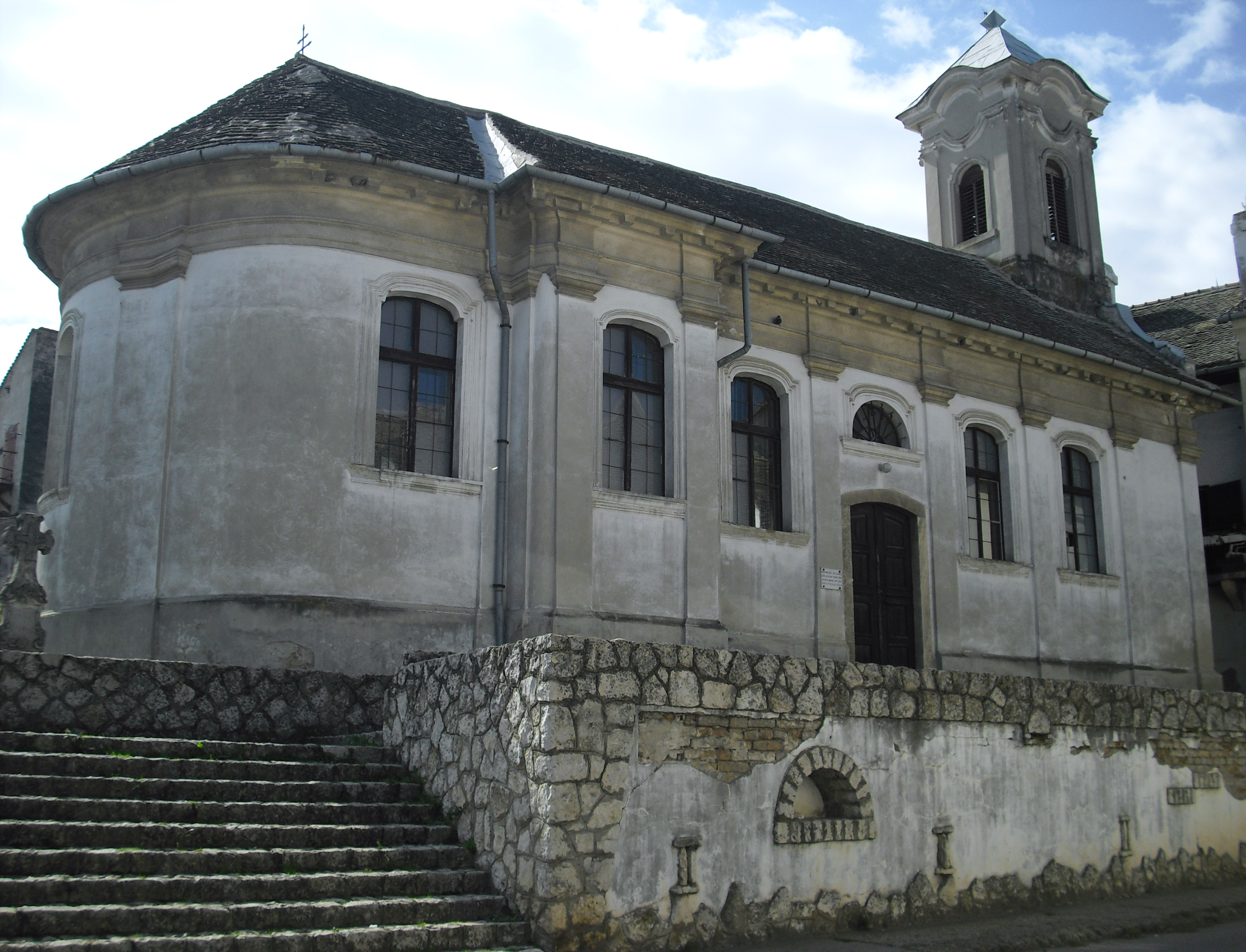
Petite église orthodoxe serbe de Baja.

Sous l'occupation ottomane, Baja fut le centre du sandjak de Baja, dotée d'une importante forteresse et d'un port fluvial, avec plusieurs centaines de maisons, mosquées et bains. Selon les recensements fiscaux turcs de la fin du XVIe siècle, la ville comptait entre 18 et 22 foyers imposables. Cependant, à la fin de la période ottomane, Baja fut abandonnée. Entre 1686 et 1690, des réfugiés bosniaques fuyant l'armée ottomane s'y installèrent. Aux XVIIe et XVIIIe siècles, la ville se repeupla progressivement grâce à l'arrivée de Croates (bunjevci et šokci), de Serbes, puis de Souabes (Allemands) et de Hongrois.

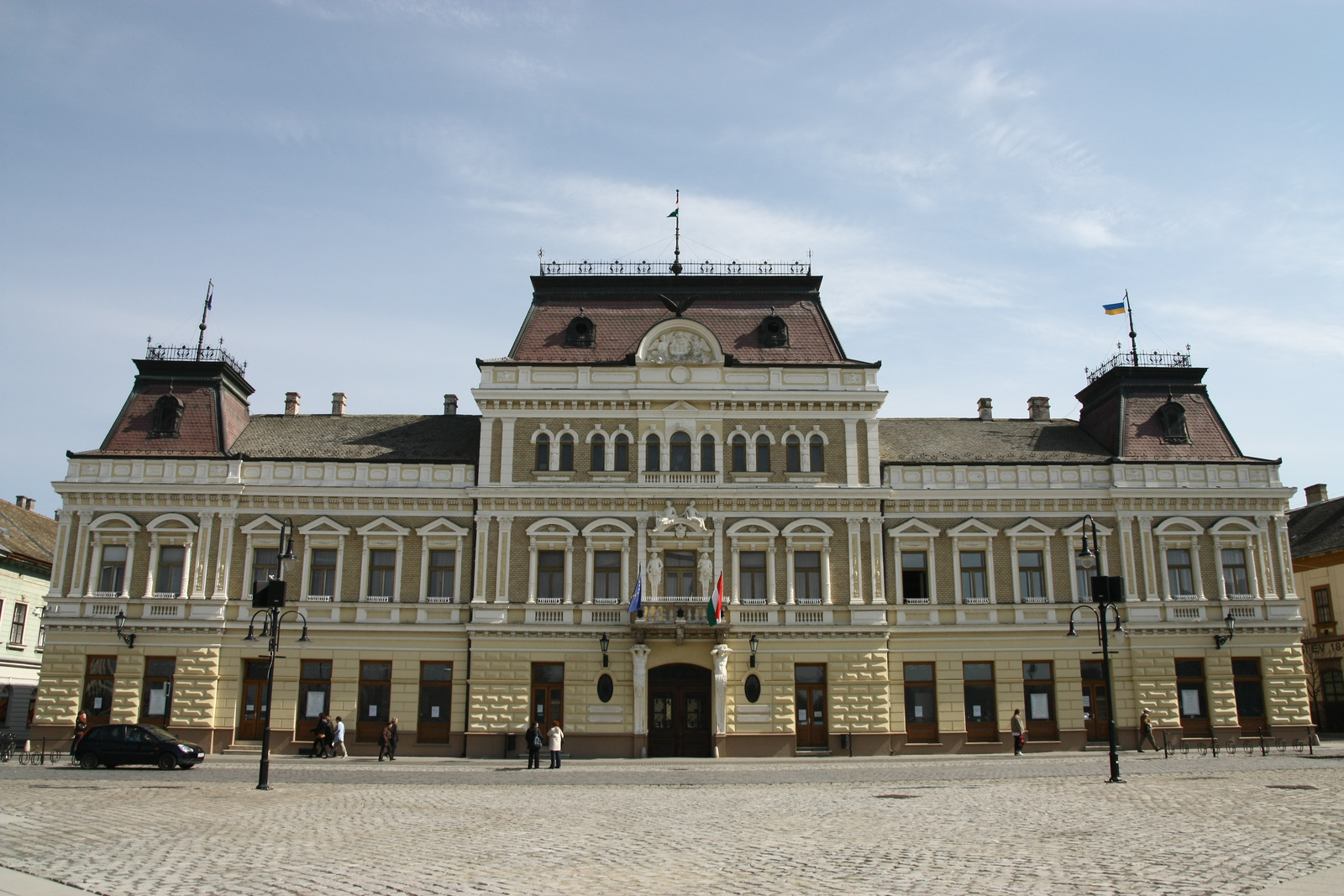
Le château Grassalkovich, abritant l'Hôtel de ville de Baja.

La ville fut libérée de la domination ottomane après la reconquête de Buda et devint propriété du Trésor royal. Son rôle stratégique pendant les guerres contre les Ottomans, notamment pour l'approvisionnement militaire, lui valut d'être élevée au rang de bourg royal (oppidum) le 24 décembre 1696 par l'empereur Léopold Ier. Son blason représente Adam et Ève, en référence à cette date qui correspond à leur fête. Ces privilèges furent confirmés par Charles III en 1714. Par la suite, Baja redevint une propriété seigneuriale : entre 1727 et 1741, elle appartint à la famille Czobor, puis fut cédée à Antal Grassalkovich en 1750. En 1858, la ville racheta ses droits féodaux à Félix Zichy Ferraris et acquit définitivement le domaine et le château Grassalkovich, qui fut transformé en hôtel de ville en 1862.
Malgré plusieurs catastrophes — peste en 1739, crue du Danube en 1751 et incendie en 1840 —, Baja se développa aux XVIIIe et XIXe siècles en devenant un centre économique et culturel majeur de la Grande Plaine grâce au transport fluvial. Dès 1828, les rues commencèrent à être pavées, ce qui donna droit à la ville de percevoir un péage sur les pavés à partir de 1830. L'éclairage public fut introduit en 1833, l'enseignement en langue hongroise débuta en 1839 et le premier établissement de bains à vapeur ouvrit en 1845.
En 1848, la commune d'Istvánmegye fut rattachée à Baja. La ville obtint en 1873 le statut de municipalité à juridiction autonome. La modernisation des infrastructures progressa au cours du dernier tiers du XIXe siècle : une usine à gaz fut construite en 1886 par l'entreprise Riedinger de Augsbourg, permettant l'éclairage au gaz dès l'année suivante. Le réseau téléphonique fut établi en 1892 et un puits artésien fut foré sur la place principale en 1898, bien que la ville ne disposait toujours pas de réseau d'eau ni d'égouts à la fin du siècle.
Après la Première Guerre mondiale, Baja fut occupée par les troupes serbes en 1918 et revendiquée par le nouvel État yougoslave. Bien que le traité de Trianon ait confirmé son appartenance à la Hongrie, les troupes serbes ne quittèrent la ville que le 19 août 1921. Durant quelques jours, Baja fit même partie de la République serbo-hongroise de Baranya-Baja, un État fantoche. En 1930, Baja absorba la commune voisine de Bajaszentistván.

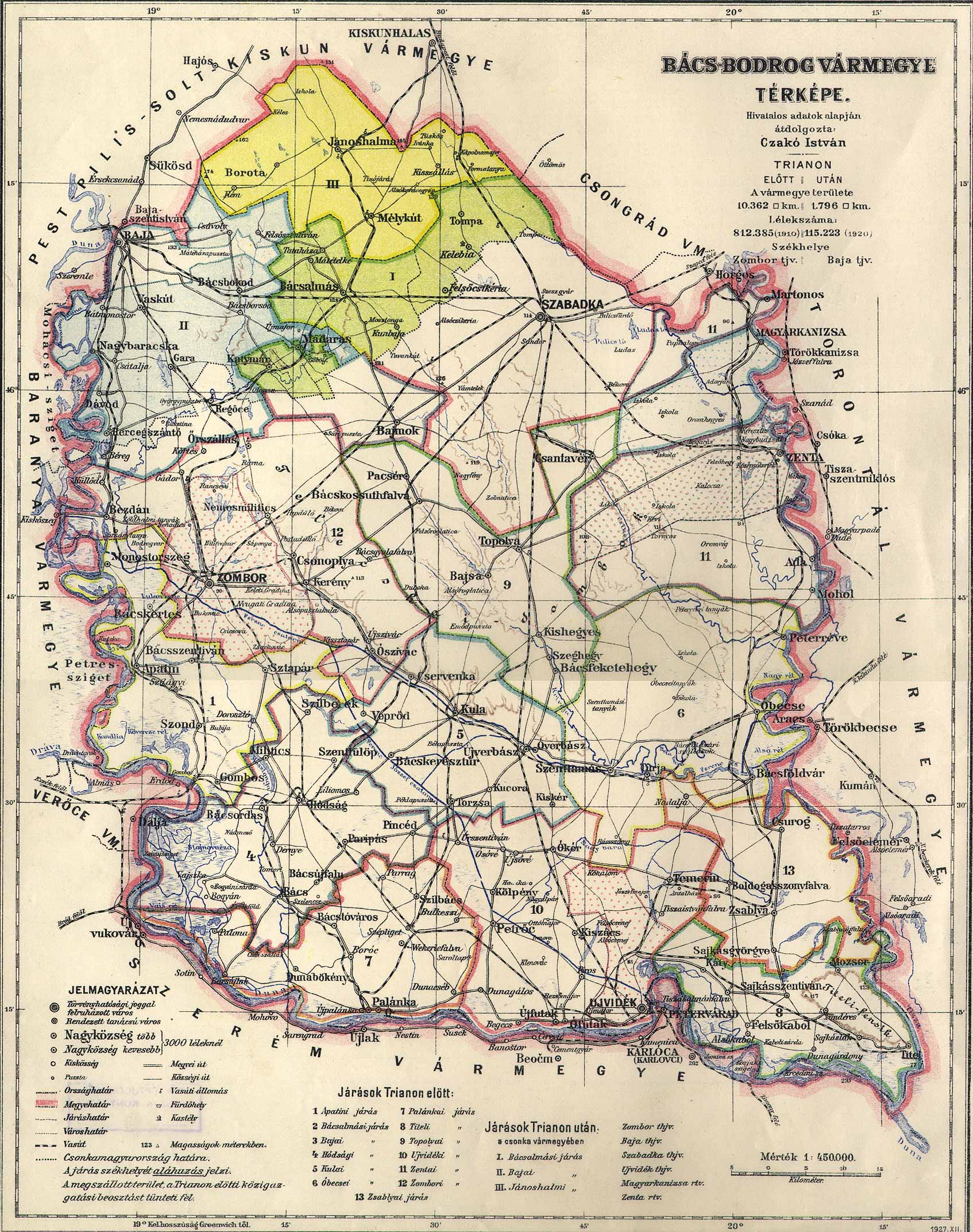
Carte du comitat de Bács-Bodrog avant son démantèlement.

Entre 1921 et 1941, Baja fut le chef-lieu du comitat de Bács-Bodrog, amputé de son ancienne capitale Zombor. Ce statut fut de nouveau attribué à Zombor après la reconquête du sud de la région en 1941. Après la Seconde Guerre mondiale, Baja redevint chef-lieu jusqu'à la réforme administrative de 1950.
En janvier 1945, des partisans yougoslaves armés, agissant comme agents du service de sécurité OZNA, occupèrent l'hôtel de ville et proclamèrent l'appartenance de Baja à la Yougoslavie. Le maire de l'époque, Endre Takáts, fit appel à l'armée soviétique présente sur place. Les partisans ne quittèrent la ville qu'après des menaces de décimation de la part du commandement soviétique. Peu après, une délégation de vingt partisans se rendit à Belgrade pour demander à Tito l'annexion de Baja. En février 1945, Tito informa officiellement le maréchal Tolboukhin, commandant du 3e front ukrainien, de son intention de revendiquer cette zone au cours des négociations de paix. Ces revendications furent finalement abandonnées le 28 mai 1946, lors d'un déplacement de Tito à Moscou.

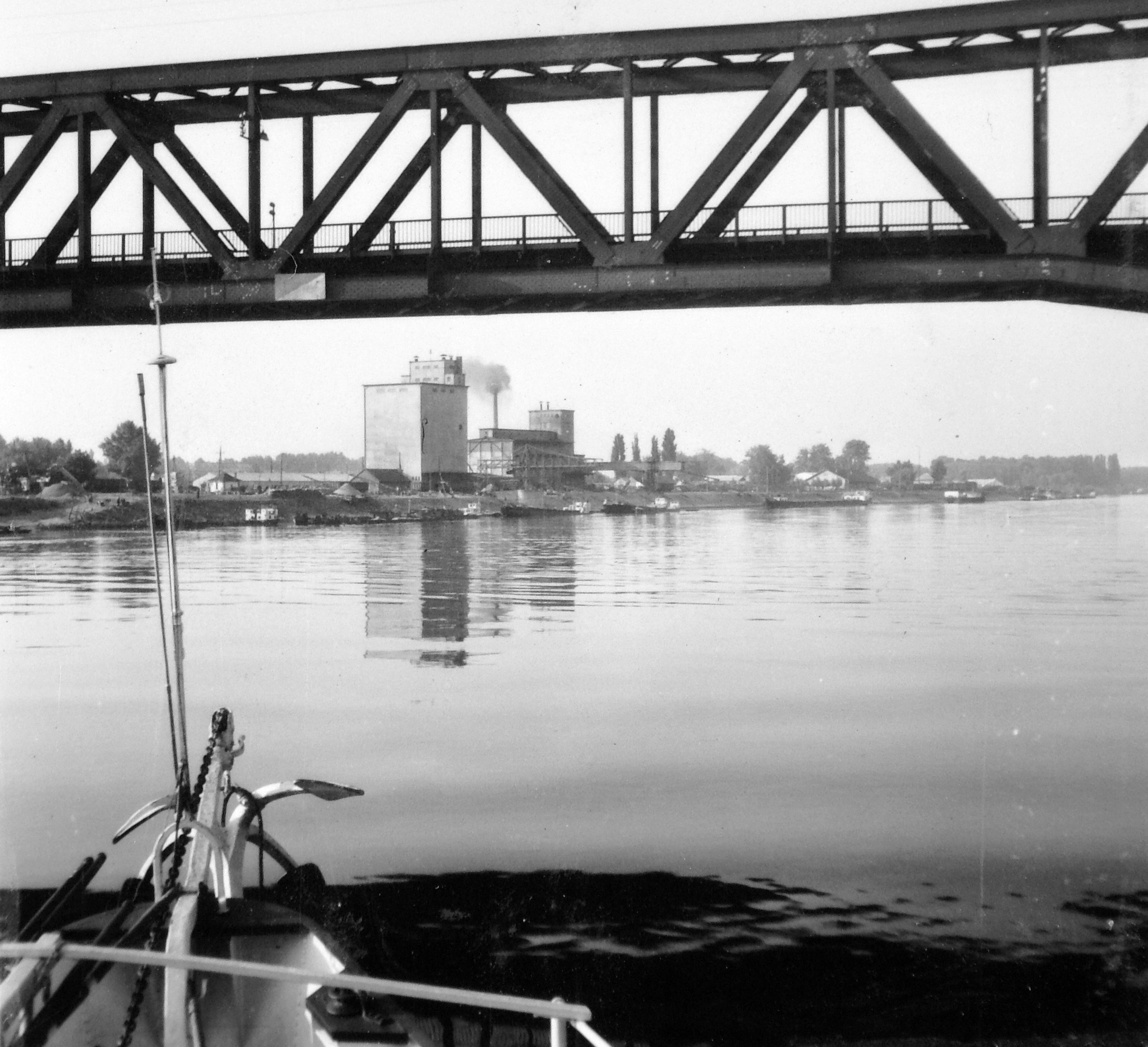
Le pont István Türr en 1963.

Avec la réforme territoriale de 1950, Baja perdit son statut de chef-lieu. En 2001, une première tentative pour lui conférer le statut de ville à statut de comitat échoua. Ce n'est qu'en 2022, à la suite d'une initiative parlementaire menée par Róbert Zsigó et soutenue par Zsolt Semjén, qu'un amendement fut adopté, attribuant à Baja ce statut à compter du 1er mai 2022. La mise en œuvre des compétences associées est prévue pour les élections municipales de 2024.
Enfin, Baja fut également le théâtre d'un fait divers marquant : en 2000, un meurtre particulièrement choquant, l'affaire Tamás Till, s'est produit dans une ferme de son territoire.

## Population

### Tendances démographiques
Recensements ou estimations de la population :
| 1870   | 1880   | 1890   | 1900   | 1910   |
| ------ | ------ | ------ | ------ | ------ |
| 21 248 | 22 397 | 23 024 | 23 681 | 24 588 |

| 1920   | 1930   | 1941   | 1949   | 1960   |
| ------ | ------ | ------ | ------ | ------ |
| 22 522 | 27 736 | 32 084 | 27 936 | 30 263 |

| 1970   | 1980   | 1990   | 2001   | 2011   |
| ------ | ------ | ------ | ------ | ------ |
| 34 689 | 38 523 | 38 686 | 38 360 | 37 508 |

### Minorités culturelles et religieuses

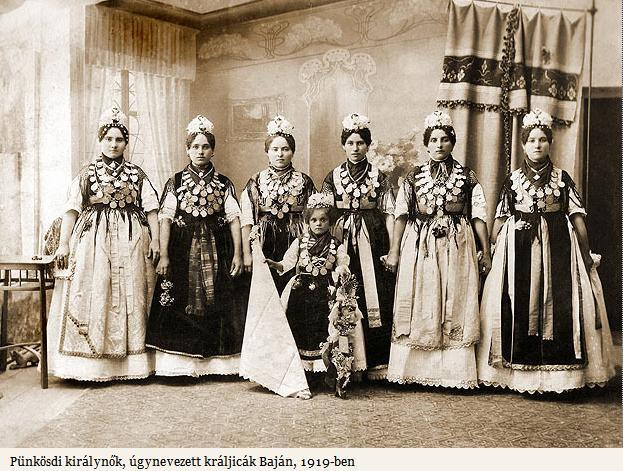
Parmi les traditions populaires anciennes, la ville conserve la mémoire des « reines de la Pentecôte » bunjevac (Pünkösdi királynők), appelées localement králjicák. Cette coutume, attestée notamment à Baja en 1919, consistait en un cortège de jeunes filles richement vêtues, incarnant symboliquement la fertilité, le renouveau printanier et les bénédictions du foyer. Cette tradition, d’origine sud-slave, illustre l’importance du patrimoine immatériel des communautés bunjevac installées dans la région.

Selon le recensement de 2011, la population de Baja se composait à 91 % de Hongrois, à 5 % de personnes d'origine allemande, à 2 % de Croates, et à 2 % d'autres minorités, principalement Roms et Serbes.
D'après les données du recensement de 2022, 87,3 % des habitants se sont déclarés hongrois, 3,1 % allemands, 1,7 % croates, 1,3 % roms, 0,4 % serbes, et 0,1 % se sont identifiés comme ukrainiens, slovaques ou roumains. Environ 2,8 % ont indiqué une autre nationalité étrangère, tandis que 12,4 % des personnes interrogées n'ont pas souhaité répondre. En raison des identités multiples, le total peut dépasser 100 %.
Sur le plan religieux, en 2011, la population croyante de la ville était très majoritairement catholique (93 %), avec une minorité réformée (6 %) ; les autres confessions représentées (grecques-catholiques, évangéliques, juives) représentaient environ 1 %.
En 2022, 35,7 % des habitants se sont déclarés catholiques romains, 3,4 % réformés, 0,4 % luthériens, 0,2 % catholiques grecs, 2,6 % affiliés à d'autres confessions chrétiennes, et 1,1 % à une autre confession catholique. Les sans confession représentaient 14,3 %, tandis que 41,9 % des personnes interrogées n'ont pas répondu à cette question.

## Équipements

### Vie culturelle

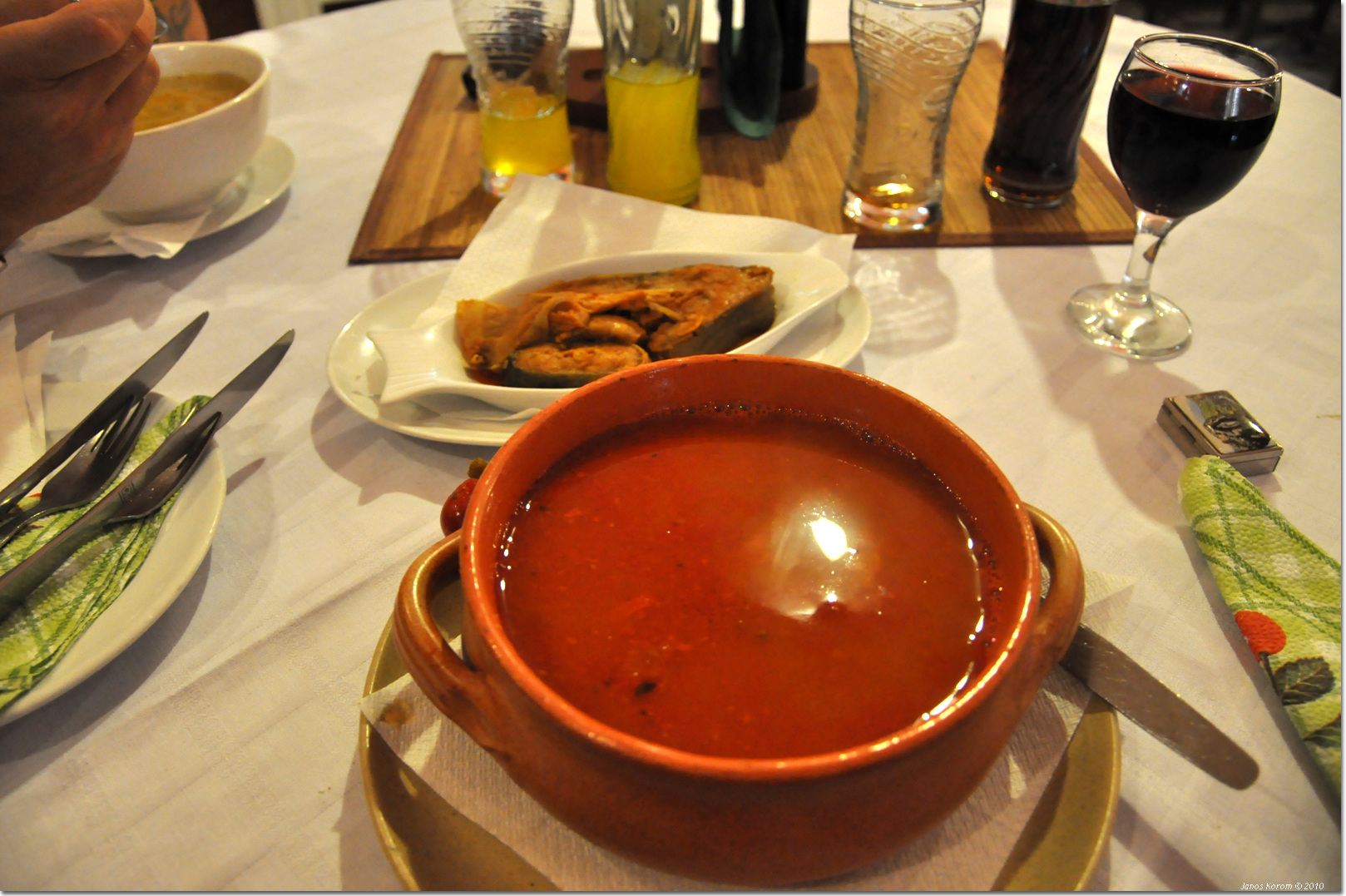
Le halászlé à la bajai.

La ville de Baja accueille chaque deuxième samedi de juillet le Festival populaire de Baja – Fête de la soupe de poisson, événement emblématique fondé en 1996 qui célèbre la gastronomie locale à travers la préparation collective du halászlé (soupe de poisson à la bajai). Ce rendez-vous est progressivement devenu un festival de quatre jours, mêlant traditions culinaires, concerts et animations folkloriques.
Depuis 1968, Baja figure parmi les villes hôtes du Festival folklorique des rives du Danube, manifestation internationale qui valorise les danses traditionnelles des pays riverains du Danube.
Le dynamisme folklorique de la ville s'exprime également à travers plusieurs groupes de danse traditionnelle : le Gémenc Táncegyüttes, fondé en 1985, mais aussi les ensembles Lippangós Tánccsoport et Sugovica Tánckör, qui participent régulièrement à des événements locaux et régionaux.
La vie musicale est portée par deux chœurs amateurs actifs, le chœur Ferenc Liszt et le chœur Ad Libitum, ainsi que par plusieurs orchestres de tamboura, instrument populaire dans le sud de la Hongrie. Chaque printemps, les écoles de la ville organisent des événements musicaux : le festival scolaire Éneklő ifjúság (« La jeunesse qui chante »), et les concerts de l'après-midi du lycée Béla III, où les élèves se produisent devant le public local.
Depuis 1998, le cycle des Soirées d'orgue du centre-ville (Belvárosi Orgonaesték) propose huit concerts par an dans les deux principales églises : l'église Saint-Pierre-et-Saint-Paul et l'église Saint-Antoine-de-Padoue. Le festival est dirigé par l'organiste Tamás Kosóczki, également responsable artistique de la série.

### Réseaux intra-urbains
Le réseau de transports urbains de Baja est assuré depuis 2019 par l'entreprise Volánbusz. Les lignes d'autobus desservant les différents quartiers de la ville convergent toutes vers un terminus central aménagé sur la promenade Frigyes Déri, située en bordure immédiate du centre-ville. Depuis 2022, le service de transport public local est gratuit, facilitant les déplacements des habitants tout en contribuant à la réduction du trafic automobile dans le centre urbain.
La ville est également structurée autour de plusieurs axes routiers internes qui permettent de relier efficacement les quartiers résidentiels, les zones commerciales et les équipements collectifs. Un maillage de rues secondaires et de routes départementales assure la desserte des zones périphériques.

### Réseaux extra-urbains
À vol d'oiseau, Baja se trouve à 58 km à l'ouest de Pécs, à 98 km au sud-ouest de Kecskemét et à 147 km au sud de Budapest, en Hongrie.
Baja est traversée par la route principale 55 (Szeged–Bátaszék) et par la route principale 51 (Budapest–Hercegszántó-Frontière entre la Hongrie et la Serbie).
Deux axes de contournement — les routes 511 et 551 — ont été aménagés pour détourner le trafic de transit hors de la zone urbaine. D'autres routes secondaires complètent le réseau : la 5501 vers Bácsalmás, Tompa et Kelebia ; la 5506 vers Vaskút ; et la 51144 vers Szeremle.
Sur le plan ferroviaire, Baja est desservie par la ligne 154 Bátaszék–Kiskunhalas, une voie unique non électrifiée. La ville possède deux points d'arrêt : la gare principale de Baja et l'arrêt Baja-Dunafürdő. La ligne traverse le Danube sur le pont István Türr, unique pont ferroviaire au sud de Budapest sur ce fleuve. Plusieurs trains InterRégió relient Baja à Kecskemét, Székesfehérvár, Szekszárd, Sárbogárd, et Dombóvár, avec correspondances pour Pécs et Kaposvár.
Historiquement, la ville était connectée à Subotica et à Sombor par plusieurs lignes ferroviaires transfrontalières, aujourd'hui désaffectées, notamment les lignes via Regőce, Bezdán et Hercegszántó. Un projet de ligne Kalocsa–Dunapataj–Baja n'a jamais été réalisé, bien qu'un embranchement ait été envisagé entre la gare et le Danube.
Enfin, Baja abrite le deuxième plus grand port fluvial public de Hongrie, situé sur la rive gauche du Danube, entre les kilomètres fluviaux 1479+140 et 1480+900, sur le corridor de navigation Danube–Main–Rhin. Ce port joue un rôle important dans le transport de marchandises à l'échelle régionale et internationale.

## Économie
Grâce à sa position sur la rive du Danube, Baja est historiquement un port fluvial important, qui a joué un rôle de premier plan pendant des siècles dans le commerce régional des céréales, du bétail et du vin.
Dans sa description du royaume de Hongrie, András Vályi présente Baja comme un bourg prospère, dont les habitants « vivent principalement du commerce de blé et d'autres produits agricoles hongrois ; ses foires sont réputées (...). Les trois principales foires sont toutes renommées et rapportent des revenus considérables. Les moulins sur le Danube sont situés à une demi-heure de la ville. » Il ajoute toutefois que certains terrains sont sablonneux ou durs, ce qui limite leur exploitation agricole, tandis que les prairies sont généralement suffisantes en période favorable.
Dans son Dictionnaire géographique publié en 1851, Elek Fényes estime la population de Baja à 15 000 habitants. Il décrit une ville active dans le commerce des céréales, des vins de Baranya, du bois de chauffage du Sárköz, de laine et de cuirs. Les marchands de bois de Komárom y possèdent un important dépôt. Parmi les artisans les plus nombreux figurent les cordonniers, fourreurs, fabricants de bottes traditionnelles (bocskor) et tailleurs de manteaux traditionnels (szűr).
Bien que les activités artisanales et meunières aient longtemps été significatives, le véritable essor industriel de Baja n'a commencé qu'à la fin du XIXe siècle, avec l'implantation de nombreuses entreprises. La perte de son statut de chef-lieu de comitat a toutefois ralenti ce développement, qui ne connaîtra un regain que dans les années 1970 grâce à de nouveaux investissements.
La restructuration économique des années 1990 a porté un coup dur à l'économie locale, dont les effets se font encore sentir aujourd'hui. Néanmoins, plusieurs industries de transformation sont toujours actives dans la ville, notamment dans les secteurs de la meunerie, du cuir, du tissu, du bois, de la construction et de l'agroalimentaire.

## Patrimoine local

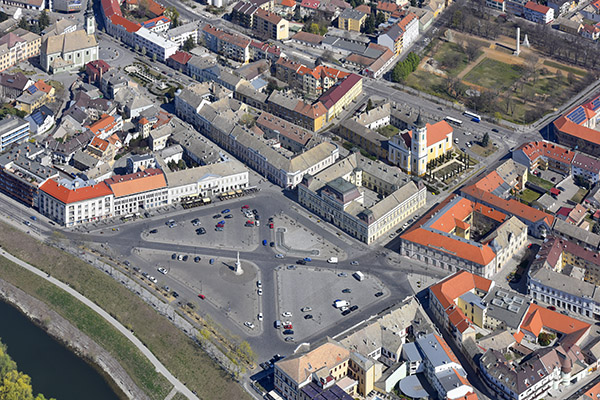
La place de la Sainte-Trinité, dans le centre-ville de Baja.

Le centre historique de Baja s'organise autour de la place de la Sainte-Trinité, un espace emblématique de la ville où se dressent le monument baroque de la Trinité, l'hôtel de ville, ainsi qu'une vue dégagée sur les berges du Sugovica, bras du Danube traversant le cœur urbain.
La ville conserve un riche ensemble de lieux de mémoire et d'exposition. Le musée István Türr présente l'histoire naturelle, ethnographique et sociale du nord de la Bácska et de l'ancien comitat de Bács-Bodrog. La galerie István Nagy, hébergée dans l'ancienne maison Vojnich, perpétue le souvenir de la colonie artistique fondée par Gyula Rudnay. Le mémorial et galerie Éber, ainsi que la maison commémorative Miskolczy (dite Bagolyvár ou « château hibou »), témoignent de la richesse de la vie artistique de Baja au XXe siècle. Cette dernière, bâtie dans les années 1930 dans un style Bauhaus remarquable, surplombe le Sugovica.
La Maison des traditions bunjevac (Bunyevác Tájház) met en valeur la culture des Croates bunjevci, population implantée historiquement dans la région.

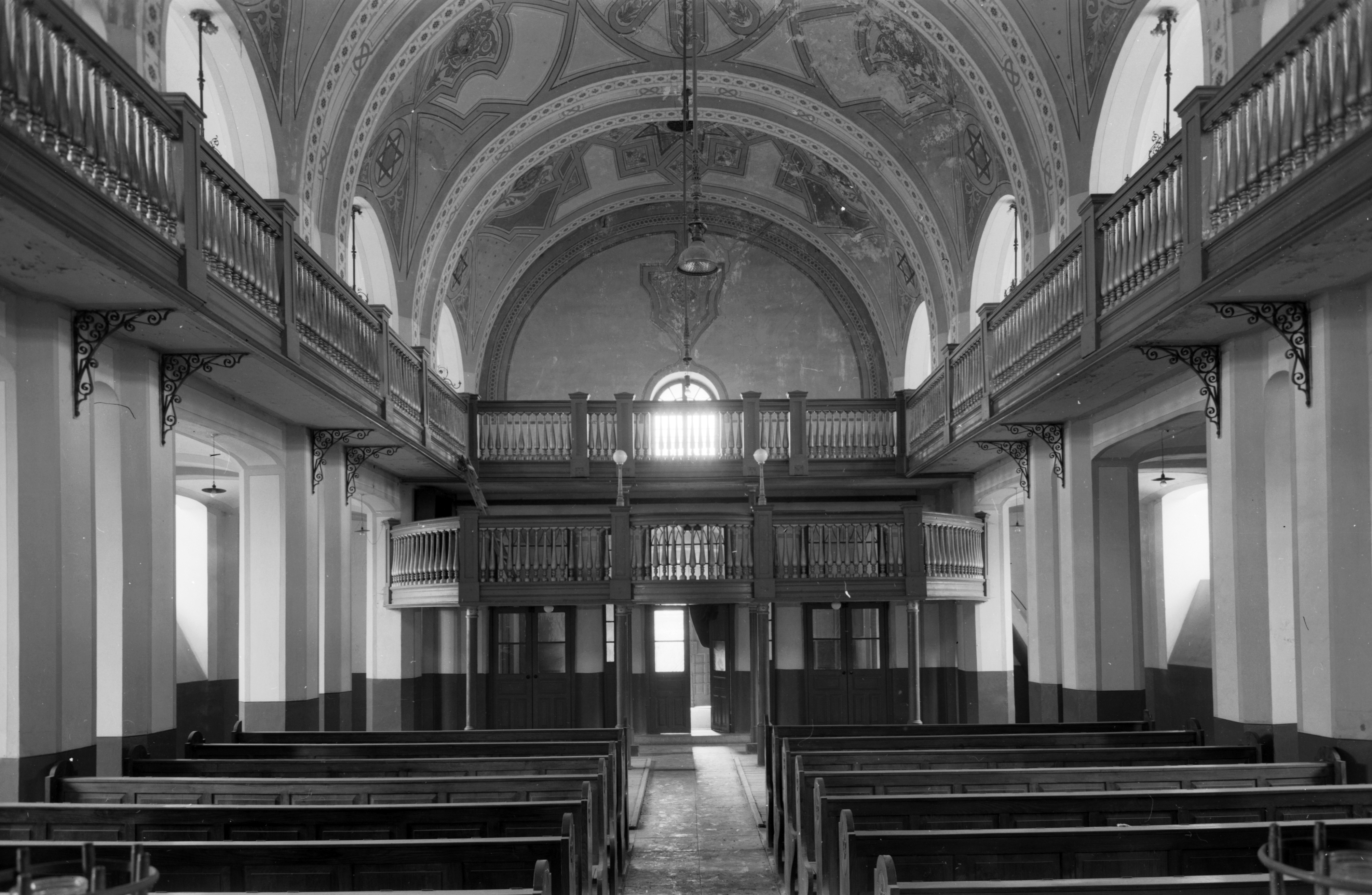
La synagogue de Baja en 1974.

La synagogue de style néoclassique tardif, construite en 1845, abrite aujourd'hui la bibliothèque municipale. Restaurée avec attention dans les années 1980, elle a conservé son organisation intérieure originale, y compris les galeries superposées, l'estrade liturgique (mizrah), le pupitre, le rituel de purification, et une arche sainte renfermant encore plusieurs objets sacrés (rouleaux de la Torah, chandelier de Hanoucca, livres de prière).
L'architecture religieuse reflète la diversité confessionnelle de la ville. On y trouve plusieurs églises catholiques, dont celles du Sacré-Cœur, de Saint-Étienne, de Józsefváros, mais aussi la chapelle de la Trinité, la chapelle du Calvaire, une église évangélique, une église réformée, ainsi que deux lieux de culte orthodoxes grecs, dont la chapelle funéraire Saint-Georges.
Le patrimoine urbain comprend également le palais culturel de Bácska, le déversoir Ferenc Deák et son petit musée technique. L'espace public est jalonné de nombreuses statues et monuments rendant hommage à des figures nationales ou locales :
- le roi Béla III ;
- saint Étienne, premier roi de Hongrie ;
- Sándor Petőfi, poète national hongrois ;
- István Türr, ingénieur et homme politique originaire de Baja ;
- le pape Jean-Paul II ;
- le dieu Neptune (symbole de la navigation) ;
- Lázár Mészáros, premier ministre de la défense de Hongrie ;
- Albert Wass, écrivain transylvain ;
- le peintre István Nagy ;
- András Jelky, célèbre aventurier et tailleur du XVIIIe siècle ;
- Kálmán Tóth, poète et journaliste ;
- Frigyes Déri, mécène ;
- le canon en cuivre de Gábor Áron, symbole de la révolution de 1848 ;
- Hüvelyk Matyi, personnage de conte populaire hongrois (statue d'Ede Telcs).

La ville s'est aussi dotée de sculptures tactiles destinées aux personnes malvoyantes, comme l'installation Tapintható Láthatatlan (« Le visible palpable »), contribuant à un accès élargi au patrimoine urbain.

## Vie sportive

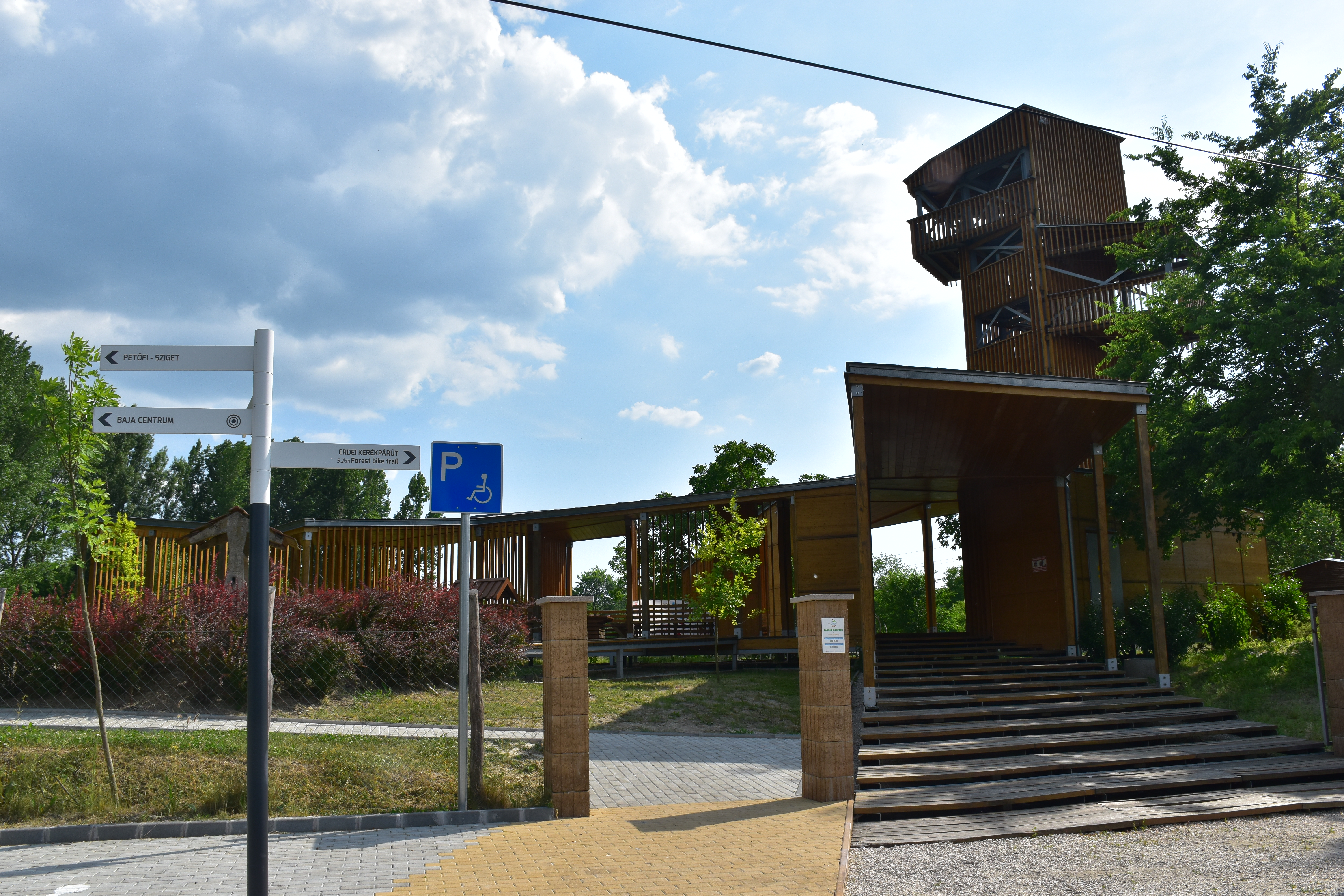
Le belvédère du Pandúr Ökopark de Baja.

Baja offre une large gamme d'activités sportives et de loisirs en plein air, renforcée par sa situation au bord du Danube et du Sugovica. Les amateurs de sports nautiques peuvent y pratiquer l'aviron, le canoë-kayak, la navigation de plaisance, ou encore participer à des balades en bateau à moteur autour de l'île de Koppány, ou en bateau-dragon, souvent dans le cadre d'événements collectifs.
La ville propose également des services de location de vélos, de kayaks et de canoës, permettant de découvrir les environs de façon active. Un petit train touristique circule durant la saison estivale, offrant un mode de découverte ludique du centre-ville et des rives.
Le Pandúr Ökopark, espace naturel aménagé à proximité immédiate de la ville, constitue un site prisé pour la promenade, l'observation de la nature, les jeux de plein air et l'éducation environnementale. En bordure du Sugovica, les habitants et visiteurs profitent également d'une plage urbaine aménagée, très fréquentée en été.
Le mémorial István Türr, situé à proximité du pont éponyme, marque un point d'intérêt à la fois historique et récréatif. Enfin, un petit écomusée de la pêche permet de découvrir les traditions halieutiques locales dans un cadre vivant et accessible.

## La localité dans les représentations
La ville de Baja a inspiré plusieurs œuvres littéraires hongroises. Lajos Hevesi a consacré un roman aux aventures d'un célèbre fils de la ville, intitulé Les aventures d'András Jelky, retraçant la vie de ce tailleur devenu globe-trotter au XVIIIe siècle.
Mór Jókai mentionne également la ville dans son roman emblématique L'Homme doré (Az arany ember), l'un des plus connus de la littérature hongroise du XIXe siècle.
Baja apparaît aussi comme un lieu secondaire dans le roman noir Budapest en novembre (Budapest novemberben) de l'écrivain Vilmos Kondor ; la fille adoptive du protagoniste y a grandi, et sa recherche constitue un des fils conducteurs de l'intrigue.
Enfin, plusieurs scènes extérieures du film Le Dragon d'or, adaptation du roman Aranysárkány de Dezső Kosztolányi, ont été tournées à Baja.

## Jumelages
| Ville | Ville                | Pays | Pays      |
| ----- | -------------------- | ---- | --------- |
|       | Argentan             |      | France    |
|       | Hódmezővásárhely     |      | Hongrie   |
|       | Labin                |      | Croatie   |
|       | Sombor               |      | Serbie    |
|       | Subotica             |      | Serbie    |
|       | Sângeorgiu de Pădure |      | Roumanie  |
|       | Thisted (en)         |      | Danemark  |
|       | Târgu Mureș          |      | Roumanie  |
|       | Waiblingen           |      | Allemagne |

## Personnalités liées à la localité
- János Kender (1937-2009), photographe.
- Ferenc Petrovácz (1944-2020), tireur sportif.
- Pavel Đurković (1772–1830), peintre
- Karl Isidor Beck (1817-1879), poète
- István Türr (1825-1908), insurgé et homme politique
- Péter Disztl (1960-), gardien de football
- Ferenc Berkes (1985-), joueur d'échecs
- Tamás Kazi (1985-), coureur de demi-fond